# Laguna Tuni
La laguna Tuni es un lago en el oeste de Bolivia. Administrativamente está ubicada en el municipio de Pucarani de la provincia de Los Andes en el departamento de La Paz. La laguna se encuentra a una altitud de 4.458 metros sobre el nivel del mar, y es una laguna natural realzada por un dique.
El lugar más alto de la zona es el Nevado Huayna Potosí con 6.088 metros sobre el nivel del mar, 10,4 km al este de la Laguna Tuni.
Los alrededores de la laguna están casi cubiertos de pasto.
La temperatura promedio es de 5 °C, siendo el mes más caluroso junio, con 8 °C, y enero el más frío, con 2 °C. La precipitación media es de 873 milímetros al año. El mes más lluvioso es febrero, con 158 milímetros de lluvia, y el más seco es julio, con 14 milímetros.